# Striatura glaciale

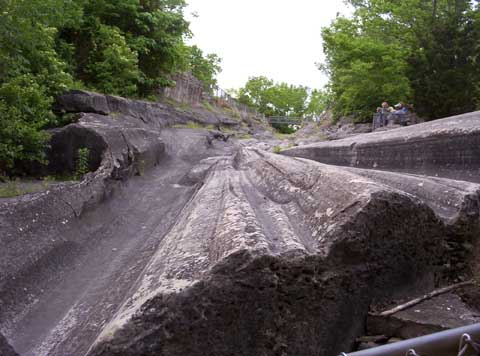
Strie glaciali che traggono origine dalla glaciazione Wisconsin a Kelleys Island (Ohio).

Le strie glaciali o striature glaciali sono scalfitture o scanalature longitudinali visibili nel substrato roccioso e causate dal processo di abrasione glaciale. Furono identificate per la prima volta verso la fine del 1700 come associate al movimento dei ghiacciai da alpinisti svizzeri che conclusero anche che, il fatto che esse siano visibili al giorno d'oggi, implica che i ghiacciai sono in fase di recessione.
Le striature glaciali di solito si presentano come scanalature multiple, diritte e parallele, che rappresentano il movimento alla base del ghiacciaio in cui i sedimenti presenti agiscono come utensili da taglio. Le grandi quantità di ghiaia grossolana e i macigni trasportati lungo la base del ghiacciaio forniscono la potenza abrasiva per intagliare le scanalature, mentre i sedimenti più fini compiono l'azione di lisciatura e levigatura della roccia in posto che porta alla formazione di un pavimento glaciale sostanzialmente liscio. Il ghiaccio da solo non avrebbe infatti la durezza sufficiente a incidere e scanalare la roccia.
La maggior parte delle strie glaciali vennero a ritrovarsi esposte a causa della recessione dei ghiacciai a partire dall'ultimo massimo glaciale o dalla più recente piccola era glaciale. Oltre a indicare la direzione del flusso del ghiacciaio, la profondità e l'estensione dell'erosione delle scanalature possono essere utilizzate per stimare la durata di esposizione della roccia dopo l'estinzione del ghiacciaio.
Un esempio di queste strie glaciali è visibile nelle Glacial Grooves del National Natural Landmark, a Kelleys Island (Ohio); la più impressionante di queste è lunga 122 m, larga 11 m e profonda fino a 3 m.

## Fattori che influenzano il tasso di abrasione

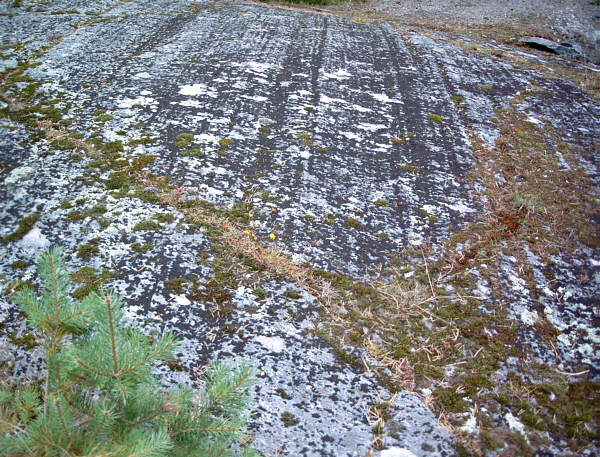
Striature glaciali con orientamento Est-Ovest nell'isola di Halsnøy, in Norvegia.

Il tasso di abrasione è influenzato da una serie di fattori:
- La quantità di detriti presenti alla base del ghiacciaio. In assenza di detriti non si instaura il processo di abrasione, mentre una eccessiva presenza di frammenti rocciosi influisce sulla velocità di movimento del ghiacciaio, condizionando così anche il tasso di abrasione.
- Anche i frammenti rocciosi che provocano l'abrasione del substrato sono a loro volta soggetti al processo di usura. Di conseguenza, per mantenere attivo il processo di abrasione è necessario che ci sia un continuo rimpiazzo dei frammenti consunti.
- I frammenti devono avere una durezza superiore a quella del substrato. Così ad esempio, i frammenti di quarzo sono in grado di abradere lo shale che è più tenero, mentre i frammenti di shale non hanno una durezza sufficiente ad abradere un substrato ricco in quarzo.
- Un flusso regolare di acqua di fusione tra la superficie basale e il substrato roccioso accelera il processo abrasivo, perché il flusso idrico permette di sciacquare via il pulviscolo roccioso e consente ai frammenti più grossolani di continuare l'opera di abrasione.

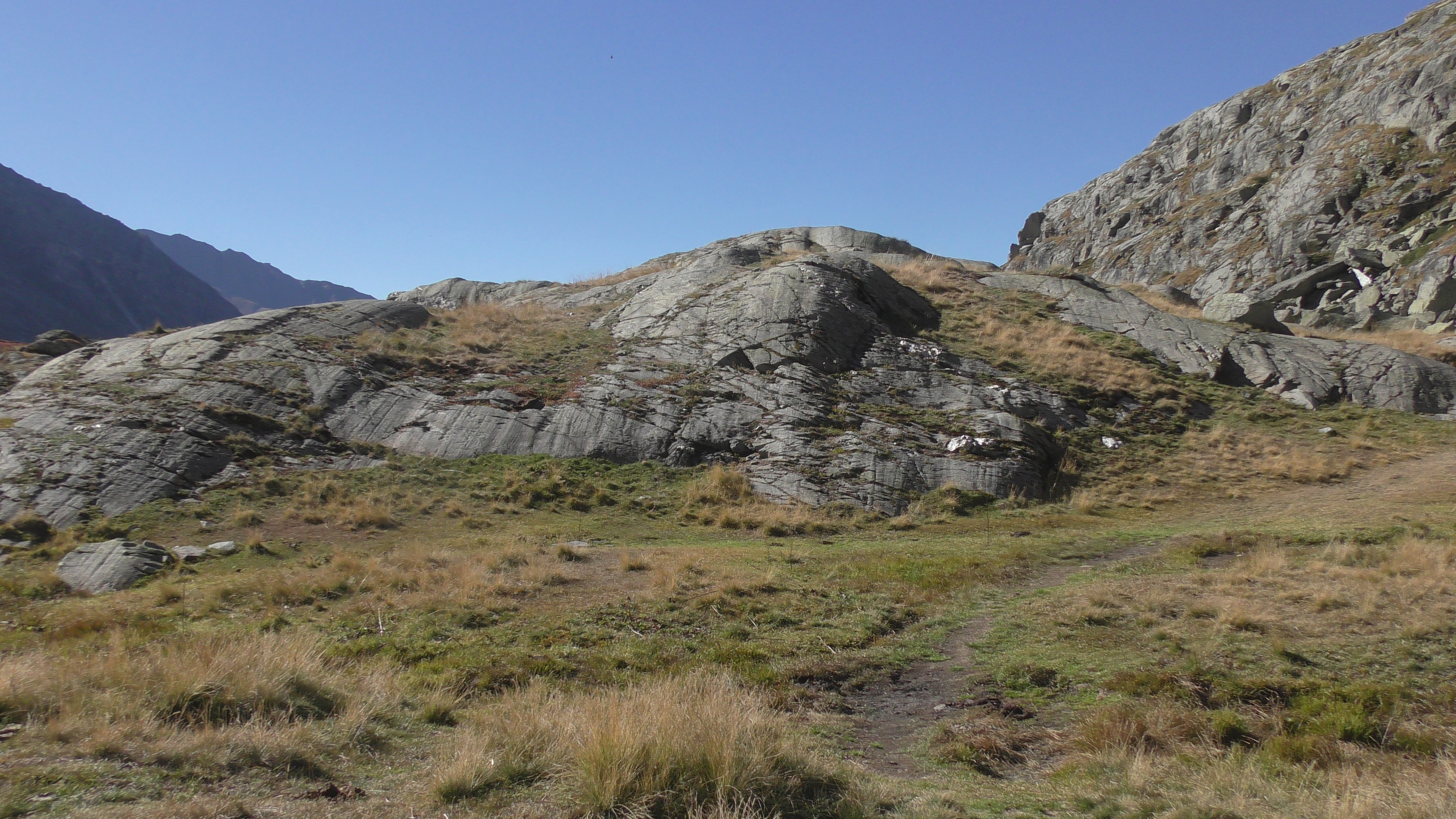
Roccia montonata con evidenti striature glaciali. Il ghiacciaio proveniva dal lato da cui è stata scattata la foto. Vallone della Savine, Lanslebourg-Mont-Cenis (Francia)

- La velocità di spostamento del ghiacciaio. Il quantitativo di roccia che viene abrasa è proporzionale alla velocità di spostamento del ghiacciaio.
- Lo spessore del ghiaccio. Un ghiaccio di elevato spessore è anche più pesante e questo provoca un incremento delle forze dirette verso il basso e aumenta la pressione tra i frammenti abrasivi e il substrato. Tuttavia c'è un limite all'incremento di abrasione determinato dallo spessore. Se le forze di attrito tra i frammenti e il substrato sono eccessive, il ghiaccio tenderà a scorrere attorno ai frammenti.
- Acqua di fusione sottoposta a pressione elevata. Se l'acqua di fusione è sottoposta ad una pressione sufficientemente alta, tenderà a far galleggiare il ghiaccio e a diminuire di conseguenza la forza esercitata dal ghiaccio sul substrato. Un'altra conseguenza è l'aumento della velocità di spostamento del ghiacciaio.
- La forma dei frammenti. Frammenti spigolosi e di maggiori dimensioni hanno un effetto abrasivo superiore a quello di frammenti piccoli e arrotondati.